# Chand Baori

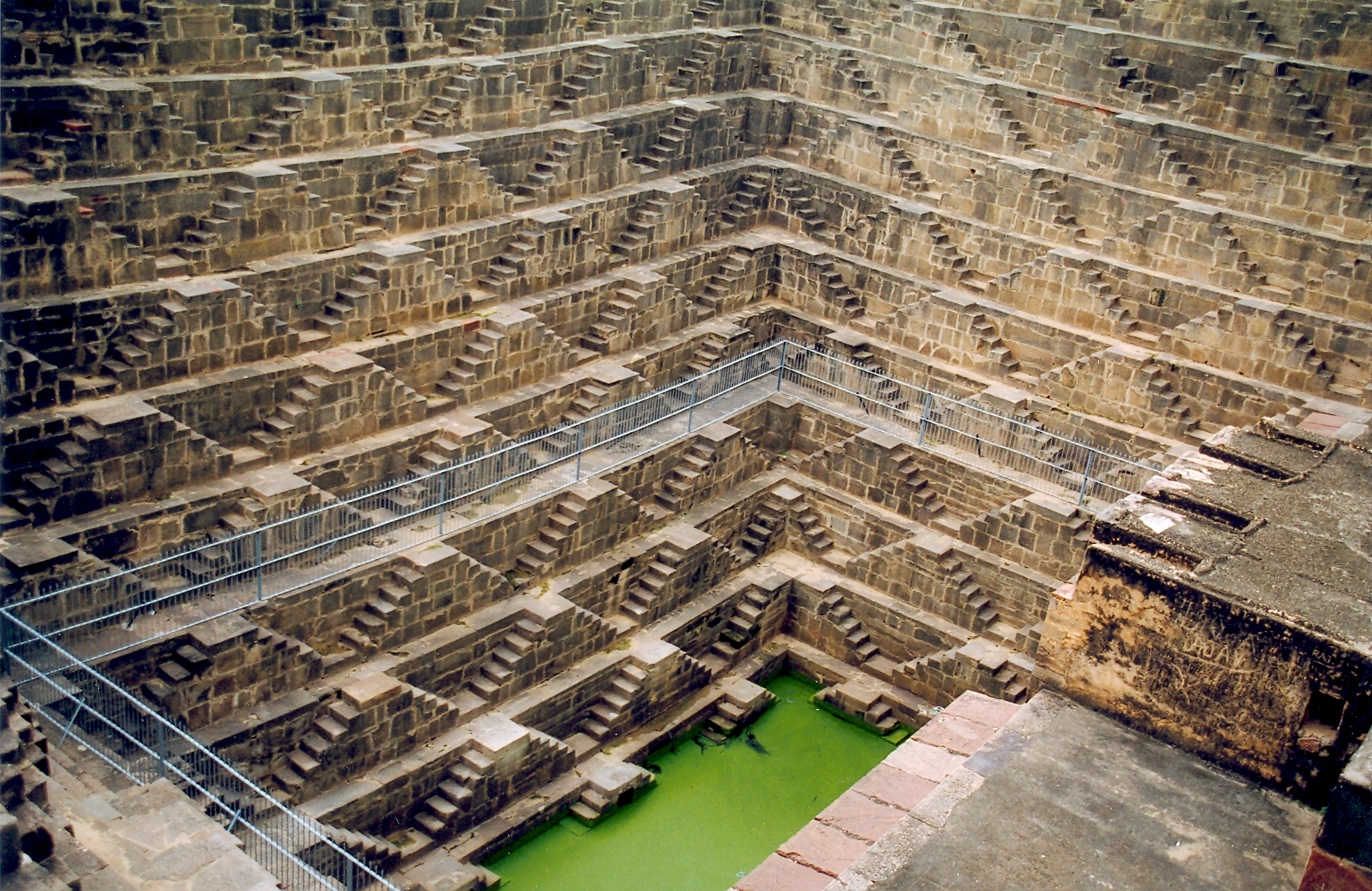
Chand Baori, al poble d'Abhaneri, prop de Bandikui, Rajasthan.

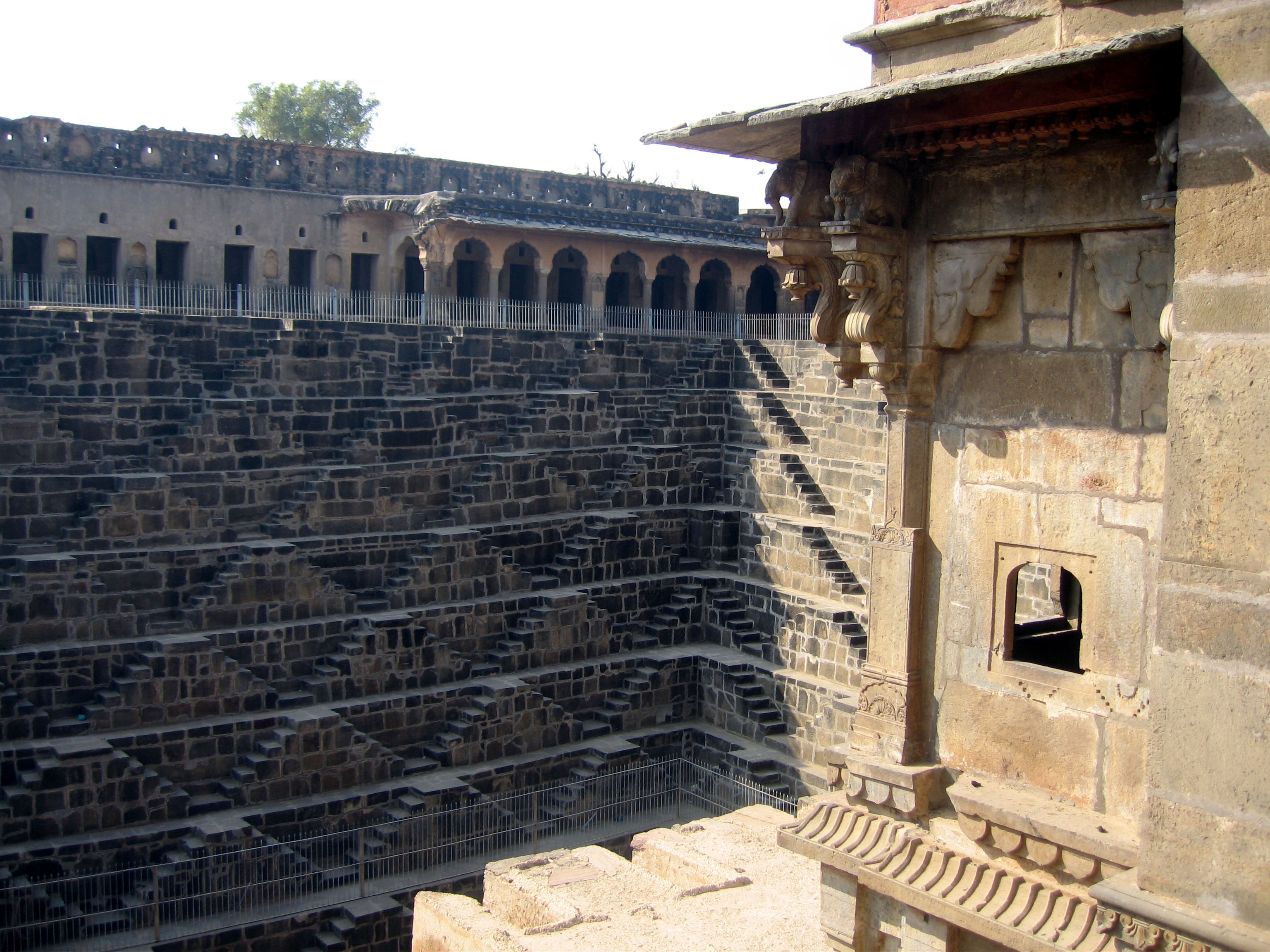
Interior de Chand Baori.

Chand Baori, també conegut com a Chand Bâoli, Chand Bâodi o Chand Bâori (hindi: bāwṛī बावड़ी / bāwlī बावली), és un aljub situat al poble d'Abhaneri, prop de Jaipur, a l'estat indi de Rajasthan.

## Descripció
Abhaneri és un poble del districte de Dausa a l'estat indi de Rajastan. Està situat a una distància de 95 km. de Jaipur, a la carretera de Jaipur-Agra.
Abhaneri va ser originalment anomenat Abha Nagri, que significa "ciutat de brillantor", però a causa de la mala pronunciació, el nom va ser canviat. La ciutat està en ruïnes, però atrau turistes de tot el món. Es troba davant del temple Harshat Mata i va ser construït l'any 800. Chand Baori consta de 3.500 passos estrets i més de 13 pisos. S'estén aproximadament 30 metres sota terra, constituint un dels aljubs més grans i profunds de l'Índia.

## Història
Chand Baori és un dels monuments més antics i atractius del Rajasthan. Va ser construït pel rei Chanda de la dinastia Nikumbha entre 800 i 900 dC i es va dedicar a Hashat Mata, la deessa de l'alegria i la felicitat sobre la terminació.
L'estat de Rajasthan és extremadament àrid, i el disseny i l'estructura final de Chand Baori tenia la intenció de conservar la major quantitat d'aigua possible. A la part inferior del pou, l'aire segueix sent de 5-6 graus més freda que a la superfície, i Chand Baori va ser utilitzat com a lloc de reunió de la comunitat pels locals durant els períodes de calor intensa. Un dels costats del pou té un pavelló i sala de descans per a la família reial.

## Als mitjans de comunicació
Chand Baori s'ha fet servir com a lloc de rodatge per algunes pel·lícules com The Fall, Bhool Bhulaiyaa, El cavaller fosc: la llegenda reneix o The Best Exotic Marigold Hotel.